# At-Tafila (muhafaza)
At-Tafila (arab. ‏الطفيلة‎, Aṭ-Ṭafīla) – muhafaza (prowincja) w Jordanii, w środkowo-zachodniej części kraju. Stolicą administracyjną jest At-Tafila.
Według spisu z 2015 roku populacja prowincji wynosiła 96 291 mieszkańców w tym 45 900 kobiet i 50 391 mężczyzn. Powierzchnia prowincji to 2209 km². Prowincja składa się z trzech liw (okręgów): Kasabat at-Tafila (w którym znajduje się stolica prowincji At-Tafila), Al-Hasa (stolica Al-Hasa) i Busajra (stolica Busajra). Na terenie prowincji znajduje się rezerwat biosfery Dana.